# Roberto González Valdez
Roberto González, né le 31 mars 1976 à Mexico au Mexique, est un pilote automobile mexicain. Il est le frère du pilote automobile Ricardo González.

## Carrière

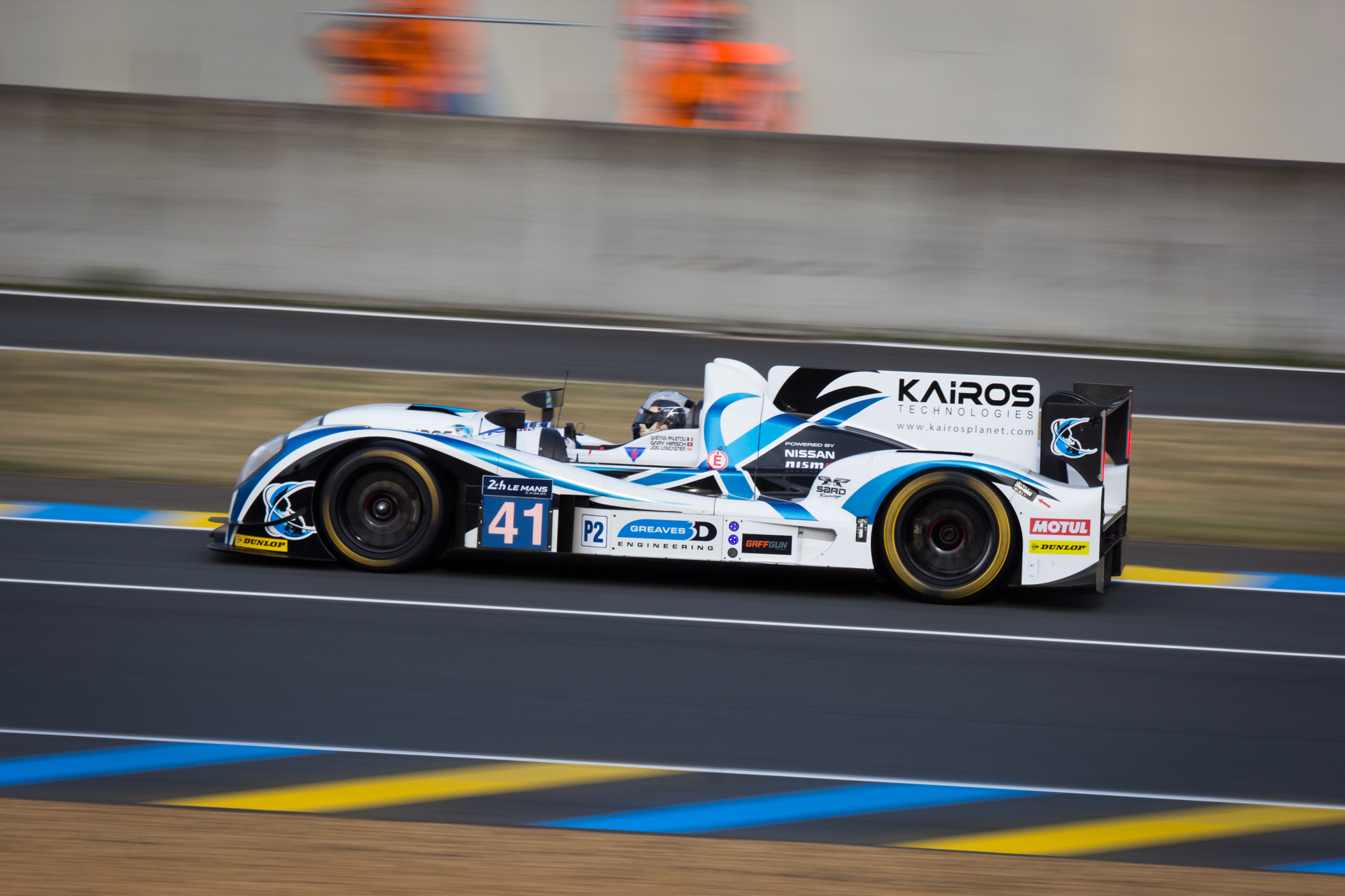
Gibson 015S de l'écurie Greaves Motorsport

En 2016, Roberto González participe pour la première fois de sa carrière à une manche du championnat du monde d'endurance FIA au sein de l'écurie anglaise Greaves Motorsport au volant d'une Gibson 015S dans la catégorie LMP2 pour les 6 Heures de Mexico avec un équipage 100% sud-américain,. En partant de la sixième place sur la grille de départ, et avec des conditions météorologiques variables durant les 6 heures de course, cette expérience se solde par la 5e place de la catégorie LMP2. Après cette première expérience dans ce championnat, il rejoint l'écurie britannique Manor pour les manches de Shanghai et de Bahreïn. Sa voiture doit abandonner à Shanghai mais pour la dernière manche de la saison, il finit en 7e position de sa catégorie à Bahreïn.
En 2017, Roberto González poursuit sa collaboration avec l'écurie Manor, maintenant renommée CEFC Manor TRS Racing,, dans le championnat du monde d'endurance FIA dans la catégorie LMP2 au volant d'une Oreca 07. Son niveau de performance est similaire à celui vu la saison précédente et il ne réussit pas à monter sur le moindre podium de la saison et abandonne à deux reprises. Roberto González finit ainsi le championnat pilote LMP2 à la 18e place avec 46 points.

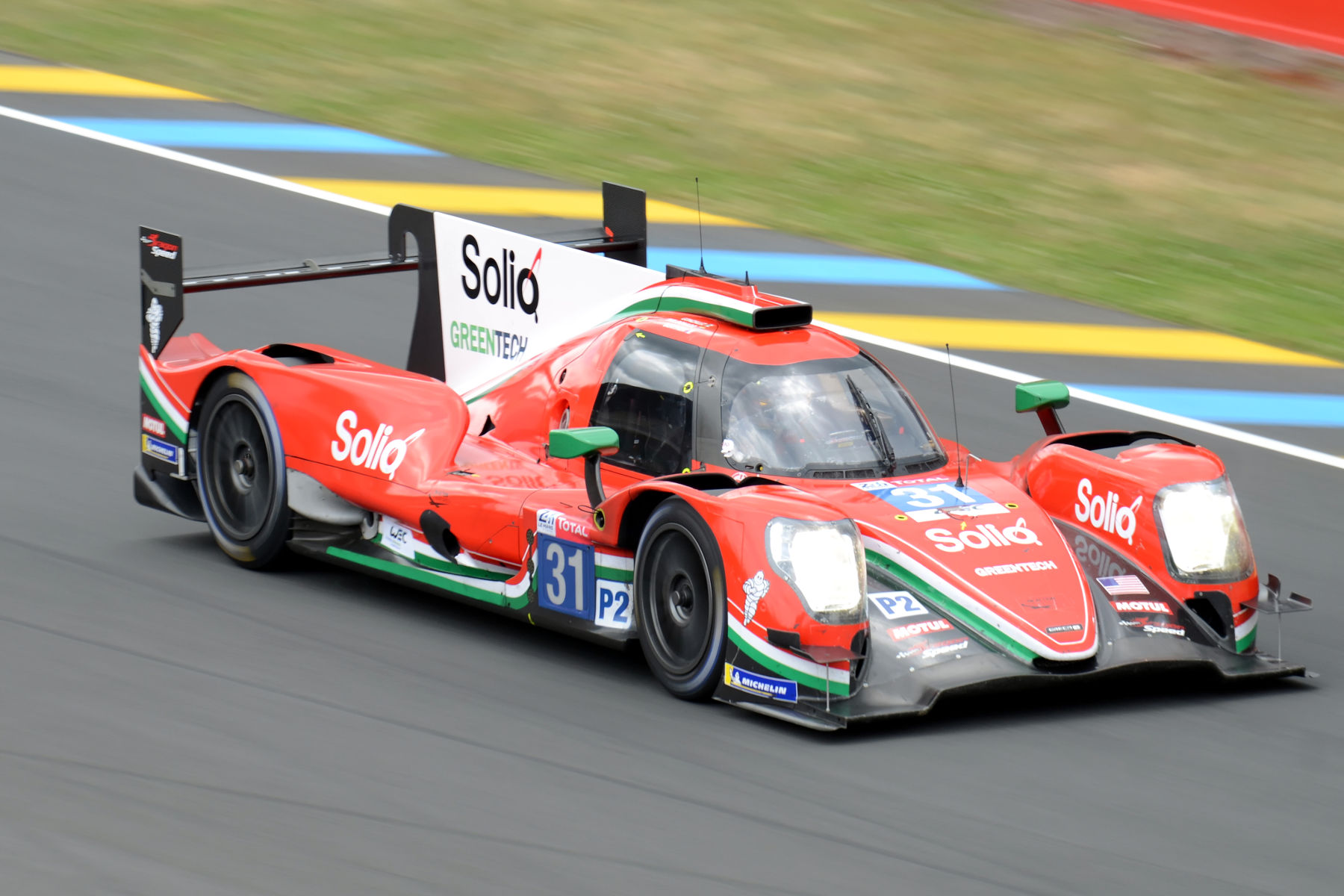
L'Oreca 07 de l'écurie DragonSpeed lors des 24 Heures du Mans

Début 2018, Roberto González  a participé également à deux manches, les 24 Heures de Daytona et les 12 Heures de Sebring, du championnat américain WeatherTech SportsCar Championship avec l'écurie AFS/PR1 Mathiasen Motorsports au volant d'une Ligier JS P217 dans la catégorie prototype. Il finit ces courses à des anonymes 12e places. Pour le reste de l'année 2018, Roberto González rejoint l'écurie américaine DragonSpeed afin de participer au championnat du monde d'endurance FIA dans la catégorie LMP2 au volant d'une Oreca 07. Sur cette première partie de saison, il finit en 3e position des 24 Heures du Mans et en seconde position lors des 6 Heures de Shanghai. En 2019, comme l'année précédente, Roberto González participe aux 24 Heures de Daytona mais cette fois ci avec l'écurie américaine DragonSpeed dans la catégorie LMP2 aux mains d'une Oreca 07. Au terme d'une édition fortement perturbée par la pluie, le drapeau rouge final sauve la course de DragonSpeed et permet à Roberto González et ses coéquipiers de remporter la catégorie LMP2 de la course. À la suite de cette course, il finit la saison du championnat du monde d'endurance FIA en remportant les 6 Heures de Spa et grimpe sur la 3e marche du podium aux 1000 Miles de Sebring. Une sortie de piste de Pastor Maldonado met la voiture dans le mur au Tertre Rouge à 7 h 20 durant les 24 Heures du Mans et prive ainsi d'arrivée la voiture pour la dernière manche du championnat. Roberto González finit ainsi le championnat pilote LMP2 à la 3e place avec 117 points.

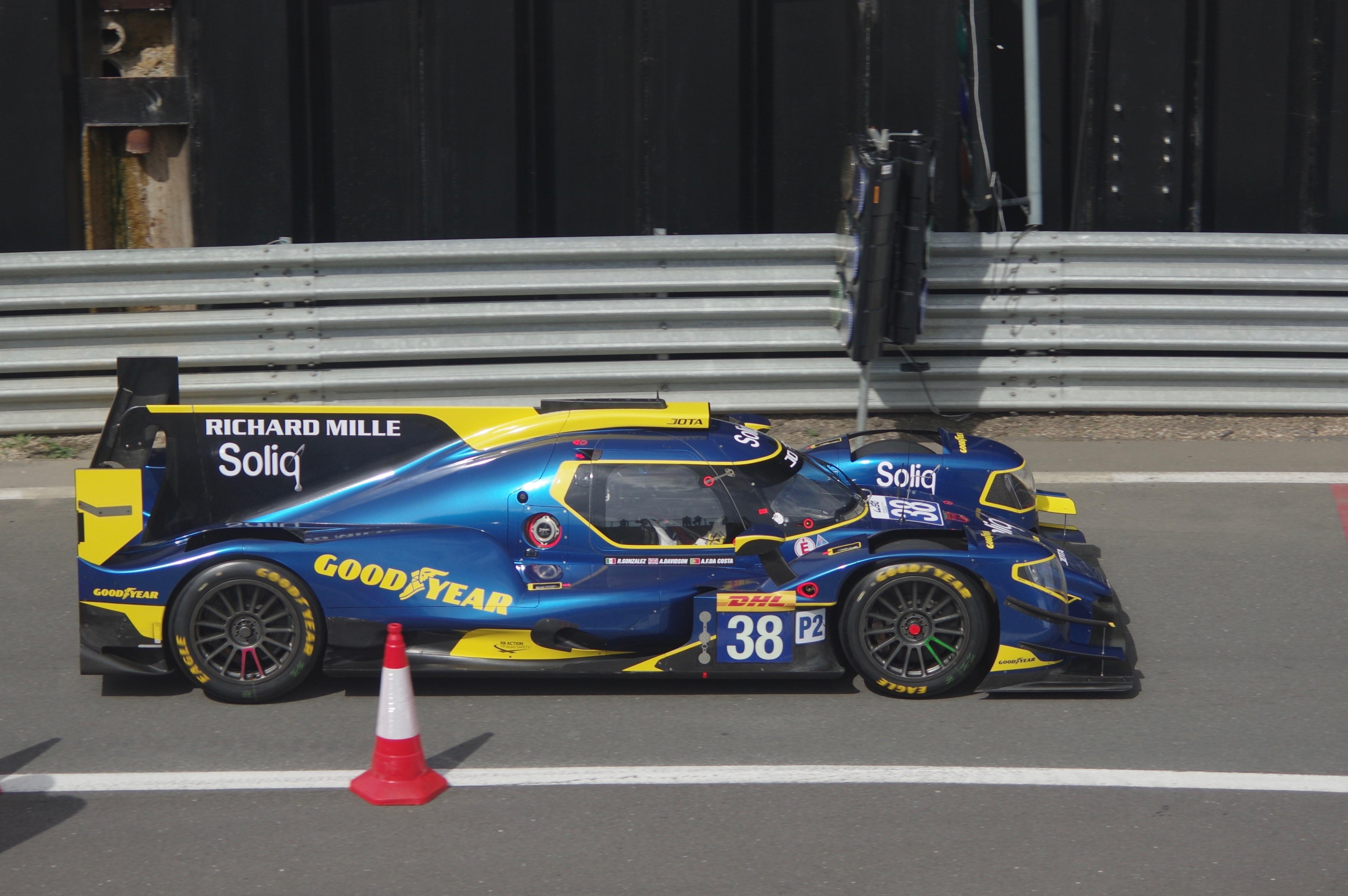
L'Oreca 07 de l'écurie Jota Sport aux 4 Heures de Silverstone

Pour la seconde moitié de l'année 2019, Roberto González s'engage de nouveau dans le Championnat du monde d'endurance FIA mais cette fois ci avec l'écurie britannique Jota Sport dans la catégorie LMP2 au volant d'une Oreca 07. Pastor Maldonado devait originellement faire partie de l'aventure mais à quelques jours du début de la saison, il renonce à son programme. António Félix da Costa fait finalement partie de l'équipage de la n°38 avec Anthony Davidson. La première manche du championnat est assez anonyme et est bouclée, dans le même tour que le vainqueur, à la 5e place de la catégorie. Pour la seconde manche du championnat, après une belle course les faisant finir sur la 2e marche du podium, la voiture est disqualifiée pour cause de déclassement de la course à l’issue des vérifications techniques d’après-course. Le commutateur de point mort n’a pas pu être déconnecté de la transmission. Après la déception rencontrée aux 6 Heures de Fuji, l'équipage remporte les 4 Heures de Shanghai en dominant l'épreuve en ayant mené la catégorie LMP2 depuis la fin de la première heure.

## Palmarès

### 24 Heures du Mans

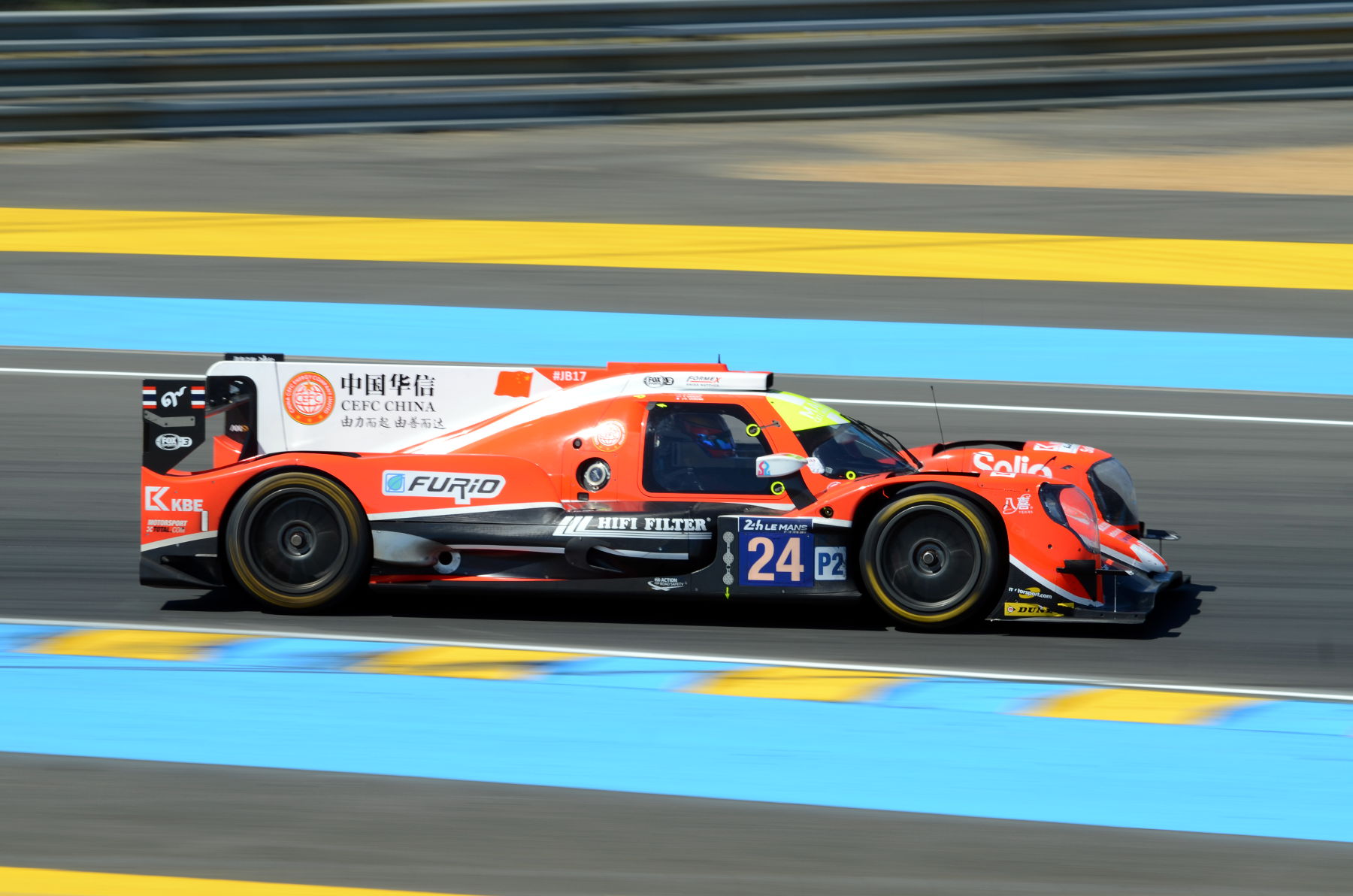
l'Oreca 07 de l'écurie CEFC Manor TRS Racing aux 24 Heures du Mans

| Année | Écurie                | Copilotes                          | Voiture         | Classe | Tours | Pos. | Class Pos. |
| ----- | --------------------- | ---------------------------------- | --------------- | ------ | ----- | ---- | ---------- |
| 2017  | CEFC Manor TRS Racing | Simon Trummer Vitaly Petrov        | Oreca 07-Gibson | LMP2   | 152   | Abd. | Abd.       |
| 2018  | DragonSpeed           | Pastor Maldonado Nathanaël Berthon | Oreca 07-Gibson | LMP2   | 360   | 9e   | 5e         |
| 2019  | DragonSpeed           | Pastor Maldonado Anthony Davidson  | Oreca 07-Gibson | LMP2   | 245   | Abd. | Abd.       |

### Championnat du monde d'endurance FIA
(Les courses en gras indiquent la pole position, les courses en italique indiquent le meilleur temps)
| Année   | Écurie                | Voiture     | Moteur                      | Classe | 1     | 2       | 3        | 4     | 5     | 6        | 7     | 8        | 9     | Position | Points |
| ------- | --------------------- | ----------- | --------------------------- | ------ | ----- | ------- | -------- | ----- | ----- | -------- | ----- | -------- | ----- | -------- | ------ |
| 2012    | Greaves Motorsport    | Zytek Z11SN | Nissan VK45DE 4,5 l V8 Atmo | LMP2   | SEB   | SPA     | LMS      | SIL   | SÃO 4 | BHR      | FUJ   | SHA      |       | 85e      | 0.5    |
| 2016    | Greaves Motorsport    | Gibson 015S | Nissan VK45DE 4,5 l V8 Atmo | LMP2   | SIL   | SPA     | LMS      | NÜR   | MEX 5 |          |       |          |       | 29e      | 6      |
| 2016    | Manor                 | Oreca 05    | Nissan VK45DE 4,5 l V8 Atmo | LMP2   |       |         |          |       |       | CDA      | FUJ   | SHA Abd. | BHR 7 | 29e      | 6      |
| 2017    | CEFC Manor TRS Racing | Oreca 07    | Gibson GK428 4,2 l V8 Atmo  | LMP2   | SIL 7 | SPA 8   | LMS Abd. | NÜR 7 | MEX 8 | CDA Abd. | FUJ 7 | SHA 5    | BHR 5 | 18e      | 46     |
| 2018–19 | DragonSpeed           | Oreca 07    | Gibson GK428 4,2 l V8 Atmo  | LMP2   | SPA 5 | LMS 3   | SIL 4    | FUJ 6 | SHA 2 | SEB 3    | SPA 1 | LMS Abd. |       | 3e       | 117    |
| 2019–20 | Jota Sport            | Oreca 07    | Gibson GK428 4,2 l V8 Atmo  | LMP2   | SIL 5 | FUJ DSQ | SHA 1    | BHR   | SÃO   | SEB      | SPA   | LMS      |       | 5e       | 35     |

### Championnat WeatherTech SportsCar
| Année | Ecurie                        | Châssis        | Moteur                              | Classe | 1      | 2      | 3   | 4   | 5   | 6   | 7   | 8   | 9   | 10  | Position | Points |
| ----- | ----------------------------- | -------------- | ----------------------------------- | ------ | ------ | ------ | --- | --- | --- | --- | --- | --- | --- | --- | -------- | ------ |
| 2018  | AFS/PR1 Mathiasen Motorsports | Ligier JS P217 | Gibson GK428 4,2 l V8 atmosphérique | P      | DAY 12 | SEB 12 | LBH | MOH | BEL | WGL | MOS | ELK | LGA | ATL | 43e      | 39     |
| 2019  | DragonSpeed                   | Oreca 07       | Gibson GK428 4,2 l V8 Atmo          | LMP2   | DAY 1  | SEB    | MOH | WGL | MOS | ELK | LGA | ATL |     |     | 8e       | 35     |